# X Factor 2022 (Danmark)
X Factor 2022 var 15. sæson af talentkonkurrencen X Factor. Sæsonen blev vist for fjerde gang på TV 2. Umiddelbart før finalen af den 14. sæson af X Factor, blev det offentliggjort at programmet vendte tilbage med en sæson 15. Cirka 3 måneder efter finalen, blev det offentliggjort af sangerinden Oh Land, der havde været dommer siden 2019, at hun ikke ville komme til at sidde ved dommerbordet i den 15. sæson af X Factor. 
I september 2021 blev den nye dommertrio offentliggjort. Sangerinden Oh Land blev erstattet af sangerinden Kwamie Liv, mens Thomas Blachmann og Martin Jensen fortsatte som dommere.
Før sæsonen begyndte meddelte TV2 at der ville komme en stor ændring i formatet. Dommerne ville ikke få tildelt hver deres kategori men i stedet få en deltager fra hver kategori med i liveshows. Dommerne gik altså til liveshows med en solist under 23, en gruppe og en solist over 23.
Mads Moldt vandt konkurrencen med 59,9% procent af seernes stemmer over Kári og Tina. Thomas Blachmann blev den vindende dommer for femte gang

## Kunstnernes udvælgelsesproces

### 6 Chair Challenge
Formatændringen betød også at 5 Chair Challenge blev til en 6 Chair Challenge, hvor hver dommer skulle besætte seks stole med deltagere i stedet for 5. Hvor dommerne tidligere skulle tage 5 deltagere med til bootcamp fra samme kategori, skulle de nu slutte med at tage to unge solister under 23 år, to grupper og to voksne solister med til bootcamp.

De 36 udvalgte kunstnere til 6 Chair Challenge var:
Kwamie Livs deltagere:
- Under 23: Tobias, Amalie, Mathias, Tina
- Over 23: Anne, Noah, Rune, Oliver
- Grupperne: Jazz Bastards, Vera & Esther, Line & Camille, 2 Harmonies

Martin Jensens deltagere:
- Under 23: Caroline, Angela, Mille, Sofie
- Over 23: Kristian, Jonas, Kári, Lotte
- Grupperne: Glue, Lorenzo & Charlo, Roxorloops & Jasmin, Oscar

Thomas Blachmans deltagere:
- Under 23: Lasse, Noelle, Frederik, Mads
- Over 23: Kasper, Maria, Kia, Meseret
- Grupperne: Ditte & Rune, Anne & Freja, Emma & Philip Lillelund, Wela & Garcia

Kwamie Liv fik af sine meddommere lov til at få gruppen Lorenzo og Charlo med på hendes bootcamp, selvom Martin Jensen havde smidt dem ud. Det ville betyde at Kwamie fik 3 grupper med på bootcamp, men da en af hendes grupper - Vera & Esther - trak sig fra programmet, fik hun kun to grupper med til sin bootcamp.

### Bootcamp
Bootcampen blev afholdt på Lolland. Blachmans bootcamp på Fuglsang Herregård, Kwamie Livs på Engestofte Gods og Martin Jensens på Sakskøbing Sukkerfabrik.
De 9 udvalgte kunstnere til liveshows var:
Kwamie Livs deltagere:
- Under 23: Mathias, Tina
- Over 23: Rune, Oliver
- Grupperne: Lorenzo & Charlo, 2 Harmonies

Martin Jensens deltagere:
- Under 23: Mille, Sofie
- Over 23: Kári, Lotte
- Grupperne: Roxorloops & Jasmin, Oscar

Thomas Blachmans deltagere:
- Under 23: Lasse, Mads
- Over 23: Maria, Meseret
- Grupperne: Emma & Philip Lillelund, Wela & Garcia

## Finalister
– Vinder
     – Andenplads
     – Tredjeplads
     – Udstemt
| Mentor          | Solist under 23 | Solist over 23 | Gruppe           |
| --------------- | --------------- | -------------- | ---------------- |
| Kwamie Liv      | Tina            | Oliver Antonio | Lorenzo & Charlo |
| Martin Jensen   | Mille Bergholtz | Kári           | Oscar            |
| Thomas Blachman | Mads Moldt      | Maria Ranum    | Wela & Garcia    |

## Live shows

### Statistik
Farvekoder:
| - | Martin Jensen som mentor    |
| - | Thomas Blachmann som mentor |
| - | Kwamie Liv som mentor       |

| – | Vinder                                                                            |
| – | Andenplads                                                                        |
| – | Deltageren var blandt de to med laveste stemmer, og skulle synge igen i farezonen |
| – | Deltageren blev råbt op som værende gået videre (vilkårlig rækkefølge)            |
| – | Deltageren fik færrest seerstemmer og blev som følge heraf stemt ud               |
| – | Deltageren trak sig fra konkurrencen                                              |

| [ 6 ]                     | [ 6 ]                     | Uge 1             | Uge 2                           | Uge 3                         | Uge 4                      | Uge 5                        | Uge 6                       | Uge 7            | Uge 7             |
| [ 6 ]                     | [ 6 ]                     | Uge 1             | Uge 2                           | Uge 3                         | Uge 4                      | Uge 5                        | Uge 6                       | 1. runde         | 2. runde          |
| ------------------------- | ------------------------- | ----------------- | ------------------------------- | ----------------------------- | -------------------------- | ---------------------------- | --------------------------- | ---------------- | ----------------- |
| 1                         | Mads Moldt                | 1. 18,6%          | 1. 18,0%                        | 1. 21,2%                      | 1. 25,0%                   | 2. 22,80%                    | 1. 32,8%                    | 1. 51.3%         | Vinder 59.9%      |
| 2                         | Kári                      | 9. 7,6%           | 6. 10,8%                        | 6. 13,68%                     | 3. 16,51%                  | 3. 21,7%                     | 3. 21,7%                    | 2. 28.9%         | Andenplads 40.1%  |
| 3                         | Tina                      | 2. 15,9%          | 3. 14,9%                        | 3. 14,2%                      | 5. 14,2%                   | 1. 22,82%                    | 2. 25,5%                    | 3. 19.9%         | Udstemt (Uge 7)   |
| 4                         | Mille Bergholtz           | 4. 11,3%          | 2. 17,3%                        | 2. 15,6%                      | 4. 15,0%                   | 4. 18,1%                     | 4. 19,7%                    | Udstemt (Uge 6)  | Udstemt (Uge 6)   |
| 5                         | Maria Ranum               | 5. 11,1%          | 5. 11,3%                        | 4. 13,73%                     | 2. 16,52%                  | 5. 14,6%                     | Udstemt (Uge 5)             | Udstemt (Uge 5)  | Udstemt (Uge 5)   |
| 6                         | Oliver Antonio            | 7. 8,0%           | 4. 13,4%                        | 5. 13,70%                     | 6. 12,8%                   | Udstemt (Uge 4)              | Udstemt (Uge 4)             | Udstemt (Uge 4)  | Udstemt (Uge 4)   |
| 7                         | Lorenzo & Charlo          | 3. 11,7%          | 8. 5,4%                         | 7. 7,9%                       | Udstemt (Uge 3)            | Udstemt (Uge 3)              | Udstemt (Uge 3)             | Udstemt (Uge 3)  | Udstemt (Uge 3)   |
| 8                         | Wela & Garcia             | 6. 8,3%           | 7. 8,8%                         | Udstemt (Uge 2)               | Udstemt (Uge 2)            | Udstemt (Uge 2)              | Udstemt (Uge 2)             | Udstemt (Uge 2)  | Udstemt (Uge 2)   |
| 9                         | Oscar                     | 8. 7,9%           | Udstemt (Uge 1)                 | Udstemt (Uge 1)               | Udstemt (Uge 1)            | Udstemt (Uge 1)              | Udstemt (Uge 1)             | Udstemt (Uge 1)  | Udstemt (Uge 1)   |
| Laveste stemmer           | Laveste stemmer           | Kari, Oscar       | Wela & Garcia, Lorenzo & Charlo | Kári, Lorenzo & Charlo        | Oliver Antonio, Tina       | Mille Bergholtz, Maria Ranum |                             |                  |                   |
| Martin Jensen stemte ud   | Martin Jensen stemte ud   | Oscar             | Wela & Garcia                   | Lorenzo & Charlo              | Tina                       | Maria Ranum                  |                             |                  |                   |
| Kwamie Liv stemte ud      | Kwamie Liv stemte ud      | Kári              | Wela & Garcia                   | Kári                          | Oliver Antonio             | Maria Ranum                  |                             |                  |                   |
| Thomas Blachman stemte ud | Thomas Blachman stemte ud | Oscar             | Lorenzo & Charlo                | Lorenzo & Charlo              | Oliver Antonio             | Mille Bergholtz              |                             |                  |                   |
| Udstemt                   | Udstemt                   | Oscar Niendeplads | Wela & Garcia Ottendeplads      | Lorenzo & Charlo Syvendeplads | Oliver Antonio Sjetteplads | Maria Ranum Femteplads       | Mille Bergholtz Fjerdeplads | Tina Tredjeplads | Kári Andenplads   |
| Udstemt                   | Udstemt                   | Oscar Niendeplads | Wela & Garcia Ottendeplads      | Lorenzo & Charlo Syvendeplads | Oliver Antonio Sjetteplads | Maria Ranum Femteplads       | Mille Bergholtz Fjerdeplads | Tina Tredjeplads | Mads Moldt Vinder |
| Kilde                     | Kilde                     | [ 7 ]             | [ 8 ]                           | [ 9 ]                         | [ 10 ]                     | [ 11 ]                       | [ 12 ]                      | [ 13 ]           | [ 14 ]            |

### Live shows

#### Uge 1 (25. februar)
- Tema: Signatursang[15]

| Rækkefølge | Artist           | Sang (original kunstner)                            | Resultat     | Stemmeprocent | Plads i liveshow |
| ---------- | ---------------- | --------------------------------------------------- | ------------ | ------------- | ---------------- |
| 1          | Oscar            | "Fucking Smuk" (Page Four)                          | I farezonen  | 7,9%          | 8                |
| 2          | Oliver Antonio   | "Watermelon Sugar" (Harry Styles)                   | Stemt videre | 8,0%          | 7                |
| 3          | Mads Moldt       | ''When I R.I.P'' (Labrinth)                         | Stemt videre | 18,6%         | 1                |
| 4          | Mille Bergholtz  | "We Don't Have to Take Our Clothes Off" (Ella Eyre) | Stemt videre | 11,3%         | 4                |
| 5          | Wela & Garcia    | ''Dancing In The Dark'' (Bruce Springsteen)         | Stemt videre | 8,3%          | 6                |
| 6          | Tina             | "Street Lights" (Kanye West)                        | Stemt videre | 15,9%         | 2                |
| 7          | Kári             | "Please Don't Go" (Mike Posner)                     | I farezonen  | 7,6%          | 9                |
| 8          | Maria Ranum      | ''Oblivion'' (Sia feat. Labrinth)                   | Stemt videre | 11,1%         | 5                |
| 9          | Lorenzo & Charlo | "Kig op fra gulvet" (Blæst)                         | Stemt videre | 11,7%         | 3                |
| Sangdyst   |                  |                                                     |              |               |                  |
| Rækkefølge | Artist           | Sang (original kunstner)                            | Resultat     | Resultat      | Resultat         |
| 1          | Oscar            | ''I morgen er der også en dag'' (Andreas Odbjerg)   | Stemt Ud     | Stemt Ud      | Stemt Ud         |
| 2          | Kári             | ''Thinking Out Loud'' (Ed Sheeran)                  | Stemt Videre | Stemt Videre  | Stemt Videre     |

Dommerne stemte ud:
- Blachman: Oscar
- Kwamie Liv: Kári
- Martin Jensen: Oscar

#### Uge 2 (4. marts)
- Tema: Jubilæum[16] Andet liveshow var program nummer 200 i dansk 'X Factor'-historie, og derfor sang deltagerne sange, der var blevet sunget i tidligere sæsonerne liveshow.
- Gæsteoptræden: "Dark Vibrations" (Saveus)

| Rækkefølge | Artist           | Sang (original kunstner)                                    | Sunget før af                           | Resultat     | Stemmeprocent | Plads i liveshow |
| ---------- | ---------------- | ----------------------------------------------------------- | --------------------------------------- | ------------ | ------------- | ---------------- |
| 1          | Tina             | "If I Ain't Got You" (Alicia Keys)                          | Laura (sæson 1)                         | Stemt videre | 14,9%         | 3                |
| 2          | Wela & Garcia    | "Time To Pretend" (MGMT)                                    | Anthony Jasmin (sæson 7)                | I farezonen  | 8,8%          | 7                |
| 3          | Kári             | ''Let It Go'' (Passenger)                                   | Chresten (sæson 6)                      | Stemt videre | 10,8%         | 6                |
| 4          | Maria Ranum      | "Waiting Game" (BANKS)                                      | Chili (sæson 10)                        | Stemt videre | 11,3%         | 5                |
| 5          | Lorenzo & Charlo | "Efter Festen" (Sneakers)                                   | Mohamed (sæson 2)                       | I farezonen  | 5,4%          | 8                |
| 6          | Mads Moldt       | ''1 Thing'' (Amerie)                                        | Mohamed (sæson 2)                       | Stemt videre | 18%           | 1                |
| 7          | Oliver Antonio   | "My Body Is A Cage" (Arcade Fire)                           | Nicoline Simone & Jean Michel (sæson 5) | Stemt videre | 13,4%         | 4                |
| 8          | Mille Bergholtz  | ''Stay'' (Rihanna feat. Micky Ekko)                         | Reem (sæson 9)                          | Stemt videre | 17,3%         | 2                |
| Sangdyst   |                  |                                                             |                                         |              |               |                  |
| Rækkefølge | Artist           | Sang (original kunstner)                                    |                                         | Resultat     | Resultat      | Resultat         |
| 1          | Wela & Garcia    | ''Somebody Else'' (The 1975)                                |                                         | Stemt ud     | Stemt ud      | Stemt ud         |
| 2          | Lorenzo & Charlo | ''Jeg Vil Ha' Dig For Mig Selv'' (Burhan G feat. Nik & Jay) |                                         | Stemt videre | Stemt videre  | Stemt videre     |

Dommerne stemte ud:
- Blachman: Lorenzo & Charlo
- Kwamie Liv: Wela & Garcia
- Martin Jensen: Wela & Garcia

#### Uge 3 (11. marts)
- Tema: SoMe-stjerner[17]
- Gæsteoptræden: "Forget Being Sober" (Ericka Jane)

| Rækkefølge | Artist           | Sang (original kunstner)                                   | Resultat     | Stemmeprocent | Plads i liveshow |
| ---------- | ---------------- | ---------------------------------------------------------- | ------------ | ------------- | ---------------- |
| 1          | Mads Moldt       | ''Holy'' (Justin Bieber feat. Chance the Rapper)           | Stemt videre | 21,2%         | 1                |
| 2          | Oliver Antonio   | "House of Balloons/Glass Table Girls" (The Weeknd)         | Stemt videre | 13,73%        | 5                |
| 3          | Mille Bergholtz  | "Without Me" (Halsey)                                      | Stemt videre | 15,6%         | 2                |
| 4          | Lorenzo & Charlo | "Industry Baby" (Lil Nas X feat. Jack Harlow)              | I farezonen  | 7,9%          | 7                |
| 5          | Maria Ranum      | ''Gangsta'' (Kehlani)                                      | Stemt videre | 13,7%         | 4                |
| 6          | Kári             | "i'm so tired..." (Lauv & Troye Sivan)                     | I farezonen  | 13,68%        | 6                |
| 7          | Tina             | "All I Need" (Jacob Collier feat. Mahalia & Ty Dolla $ign) | Stemt videre | 14,2%         | 3                |
| Sangdyst   |                  |                                                            |              |               |                  |
| Rækkefølge | Artist           | Sang (original kunstner)                                   | Resultat     | Resultat      | Resultat         |
| 1          | Lorenzo & Charlo | 'I'm Sorry'' (Curly Bamm)                                  | Stemt ud     | Stemt ud      | Stemt ud         |
| 2          | Kári             | ''I'm Not The Only One'' (Sam Smith)                       | Stemt videre | Stemt videre  | Stemt videre     |

Dommerne stemte ud:
- Blachman: Lorenzo & Charlo
- Kwamie Liv: Kári
- Martin Jensen: Lorenzo & Charlo

#### Uge 4 (18. marts)
- Tema: Film & TV[18]

| Rækkefølge | Artist          | Sang (original kunstner)                        | Fra filmen/serien    | Resultat     | Stemmeprocent | Plads i liveshow |
| ---------- | --------------- | ----------------------------------------------- | -------------------- | ------------ | ------------- | ---------------- |
| 1          | Oliver Antonio  | "Another Way To Die" (Alicia Keys & Jack White) | Quantum of Solace    | I farezonen  | 12,8%         | 6                |
| 2          | Maria Ranum     | ''Atlas'' (Coldplay)                            | The Hunger Games     | Stemt videre | 16,52%        | 2                |
| 3          | Mille Bergholtz | "Love Me Like You Do" (Ellie Goulding)          | Fifty Shades of Grey | Stemt videre | 15%           | 4                |
| 4          | Mads Moldt      | ''Wreak Havoc'' (Skylar Grey)                   | Suicide Squad        | Stemt videre | 25%           | 1                |
| 5          | Tina            | "Same Girl" (Randy Newmann)                     | Euphoria             | I farezonen  | 14,2%         | 5                |
| 6          | Kári            | "Rewrite the Stars" (Zac Efron & Zendaya)       | The Greatest Showman | Stemt videre | 16,51%        | 3                |
| Sangdyst   |                 |                                                 |                      |              |               |                  |
| Rækkefølge | Artist          | Sang (original kunstner)                        | Resultat             | Resultat     | Resultat      | Resultat         |
| 1          | Oliver Antonio  | 'Happier'' (Ed Sheeran)                         | Stemt ud             | Stemt ud     | Stemt ud      | Stemt ud         |
| 2          | Tina            | ''All I Ask'' (Adele)                           | Stemt videre         | Stemt videre | Stemt videre  | Stemt videre     |

Dommerne stemte ud:
- Blachman: Oliver Antonio
- Kwamie Liv: Oliver Antonio
- Martin Jensen: Tina

#### Uge 5 (25. marts)
- Tema: Nordisk[19]
- Gruppeoptræden: "Noget For Nogen" (Pauline; fremført af de 5 livedeltagere)
- Gæsteoptræden: "Nån annan nu" (Molly Sandén)

| Rækkefølge | Artist          | Sang (original kunstner)        | Resultat     | Stemmeprocent | Plads i liveshow |
| ---------- | --------------- | ------------------------------- | ------------ | ------------- | ---------------- |
| 1          | Mille Bergholtz | "Such A Boy" (Astrid S)         | I farezonen  | 18,1%         | 4                |
| 2          | Maria Ranum     | "The Middle" (Dizzy Mizz Lizzy) | I farezonen  | 14,6%         | 5                |
| 3          | Tina            | ''Ord'' (egen sang)             | Stemt videre | 22,82%        | 1                |
| 4          | Kári            | "Svag" (Victor Leksell)         | Stemt videre | 21,7%         | 3                |
| 5          | Mads Moldt      | ''Dagdrøm'' (Hans Philip)       | Stemt videre | 22,80%        | 2                |
| Sangdyst   |                 |                                 |              |               |                  |
| Rækkefølge | Artist          | Sang (original kunstner)        | Resultat     | Resultat      | Resultat         |
| 1          | Mille Bergholtz | ''All I Want'' (Kodaline)       | Stemt videre | Stemt videre  | Stemt videre     |
| 2          | Maria Ranum     | 'Something To Say'' (Jada)      | Stemt ud     | Stemt ud      | Stemt ud         |

Dommerne stemte ud:
- Blachman: Mille Bergholtz
- Kwamie Liv: Maria Ranum
- Martin Jensen: Maria Ranum

#### Uge 6 (1. april)
- Tema: Festen & dagen derpå[20]
- Gæsteoptræden: "Superficial" (Solveig)

| Rækkefølge | Artist          | Sang (original kunstner)                                     | Rækkefølge | Sang (original kunstner)                              | Resultat     | Stemmeprocent | Plads i liveshow |
| ---------- | --------------- | ------------------------------------------------------------ | ---------- | ----------------------------------------------------- | ------------ | ------------- | ---------------- |
| 1          | Kári            | "Get Lucky" (Daft Punk feat. Pharell Williams & Nile Rogers) | 5          | "Dancing On My Own" (Robyn)                           | Stemt videre | 21,7%         | 3                |
| 2          | Mads Moldt      | "SexyBack" (Justin Timberlake feat. Timbaland)               | 6          | "Super Rich Kids" (Frank Ocean feat. Earl Sweatshirt) | Stemt videre | 32,8%         | 1                |
| 3          | Tina            | ''Åben'' (egen sang)                                         | 7          | "I'll Never Love Again" (Lady Gaga)                   | Stemt videre | 25,5%         | 2                |
| 4          | Mille Bergholtz | ''Remember" (Becky Hill feat. David Guetta)                  | 8          | "Drunk In the Morning" (Lukas Graham)                 | Stemt ud     | 19,7%         | 4                |

Efter at Mille Bergholtz blev stemt ud, fremførte hun "Already Gone" af Sleeping At Last

#### Uge 7 (8. april)
- Tema: Dommervalg, duet & vindersang[21]
- Gruppeoptræden: "Cover Me In Sunshine" (P!nk & Willow Sagę Hart; fremført af de 9 livedeltagere), "Half A Man/Be Alright" (Dean Lewis; fremført af Dean Lewis & tidligere X Factor 2022 deltagere, der ikke kom med i Live)
- Gæsteoptræden: "Higher" (Brandon Beal & Pink Cafe feat. Lukas Graham; fremført af Brandon Beal, Lukas Graham & og de 3 finalister), "Hurtless" (Dean Lewis)

| Rækkefølge | Artist     | Sang (original kunstner) - Dommervalg                 | Rækkefølge | Sang (original kunstner) - Duet                               | Speciel Guest    | Stemmeprocent | Plads i liveshow | Rækkefølge | Vindersang                                  | Stemmeprocent | Resultat    |
| ---------- | ---------- | ----------------------------------------------------- | ---------- | ------------------------------------------------------------- | ---------------- | ------------- | ---------------- | ---------- | ------------------------------------------- | ------------- | ----------- |
| 1          | Tina       | ''Love On Top'' (Beyonce)                             | 4          | "Du er" & "Den jeg elsker, elsker jeg" (Søs Fenger)           | Søs Fenger       | 19.9%         | 3                |            |                                             |               | Tredjeplads |
| 2          | Kári       | "Happy" (Pharrell Williams)                           | 5          | "Daughter of Jonah" & "House On Fire" (Jonah Blacksmith)      | Jonah Blacksmith | 28.9%         | 2                | 8          | "Believer" (Kári)                           | 40.1%         | Andenplads  |
| 3          | Mads Moldt | "See You Again" (Tyler, the Creator feat. Kali Uchis) | 6          | "føler mig selv 100" & "hjem fra fabrikken" (Andreas Odbjerg) | Andreas Odbjerg  | 51.3%         | 1                | 7          | "Clingy" (Meum Zel) Mads Moldts kunsternavn | 59.9%         | Vinder      |

## Referenee
1. ↑  'X Factor' kommer igen i 2022 - TV 2
2. ↑  Oh Land stopper som dommer i 'X Factor' - TV 2
3. ↑  Her er den nye 'X Factor'-dommer i 2022 - TV 2
4. 1 2  For første gang nogensinde: Kæmpe ændring i 'X Factor' 2022 - TV 2
5. ↑  Deltagerne VEST trækker sig fra 'X Factor' 2022 - TV 2
6. ↑  Sådan fordelte danskernes stemmer sig uge for uge i 'X Factor' 2022 - TV 2
7. ↑  Martin Jensen i svært valg - måtte vælge mellem to af sine egne deltagere - TV 2
8. ↑  Blachmans drengegruppe ude af 'X Factor' - TV 2
9. ↑  Den sidste gruppe ude af 'X Factor' - og det er historisk - TV 2
10. ↑  Dommer sender sin egen deltager hjem i 'X Factor' - TV 2
11. ↑  Jeg ville gerne have vist mere af mig selv, siger deltager efter 'X Factor'-exit - TV 2
12. ↑  Mille Bergholtz er ude af 'X Factor' i semifinalen - TV 2
13. ↑  Tredjepladsen er fundet: Finalist ude af 'X Factor' - TV 2
14. ↑  Mads Moldt vinder 'X Factor' 2022 - TV 2
15. ↑  Det skal deltagerne synge i årets første 'X Factor'-liveshow - TV 2
16. ↑  Det skal deltagerne synge til årets andet 'X Factor'-liveshow - TV 2
17. ↑  Det skal deltagerne synge til årets tredje 'X Factor'-liveshow - TV 2
18. ↑  Det skal deltagerne synge i årets fjerde 'X Factor'-liveshow - TV 2
19. ↑  Det skal deltagerne synge i femte 'X Factor'-liveshow - TV 2
20. ↑  Det skal deltagerne synge i 'X Factor'-semifinalen - TV 2
21. ↑  Duetter med kendte danske musikere - det skal deltagerne synge til 'X Factor'-finalen - TV 2

| Film | Spire Denne filmartikel er en spire som bør udbygges. Du er velkommen til at hjælpe Wikipedia ved at udvide den. |